# Austronemoura quadrangularis
Austronemoura quadrangularis är en bäcksländeart som beskrevs av Aubert 1960. Austronemoura quadrangularis ingår i släktet Austronemoura och familjen Notonemouridae. Inga underarter finns listade i Catalogue of Life.